# Lichtwerk

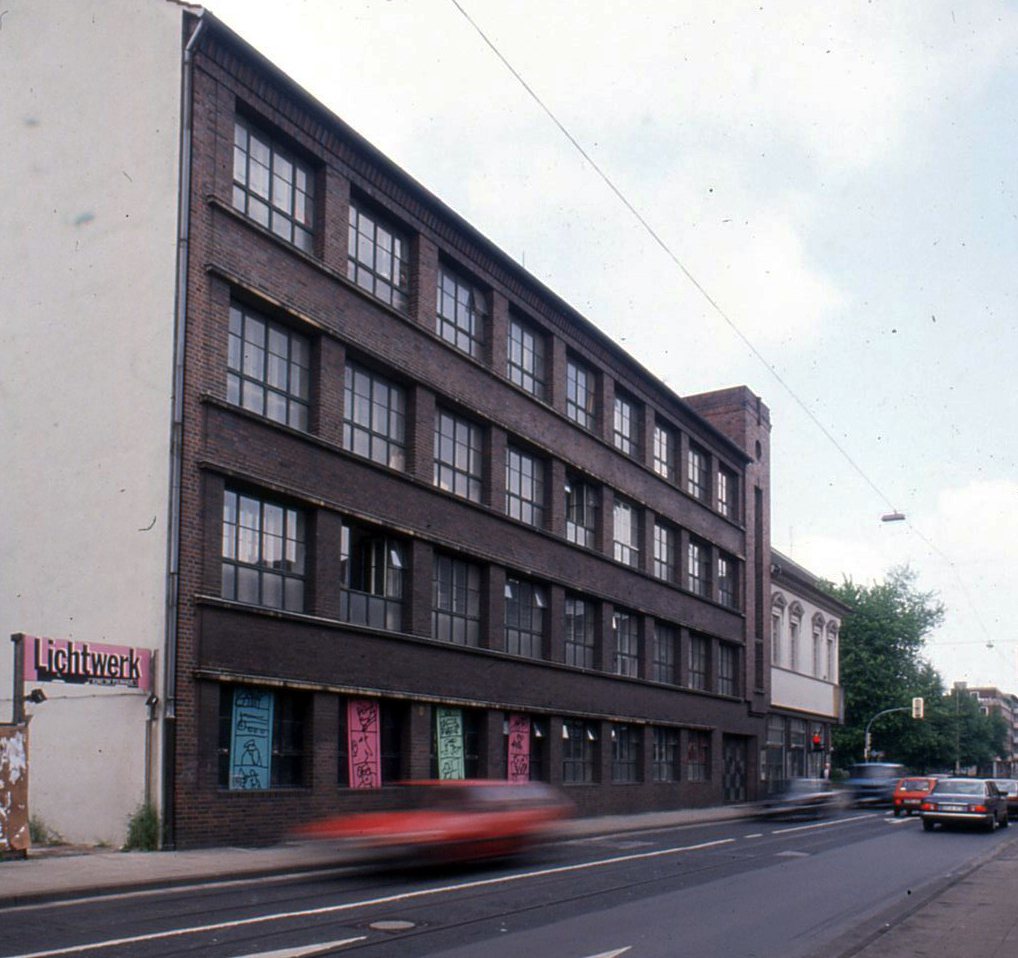
Lichtwerk Kino Im Filmhaus Bielefeld 1992

Das Lichtwerk wurde 1985 in Bielefeld als „Kino im Filmhaus“ gegründet und fungierte mit einem Saal als Programmkino des Vereins Filmhaus Bielefeld e.V. an der August-Bebel-Straße. Seit 2006 wird das Lichtwerk am neuen Standort im Ravensberger Park mit drei Sälen betrieben.

## Gründungskonzept

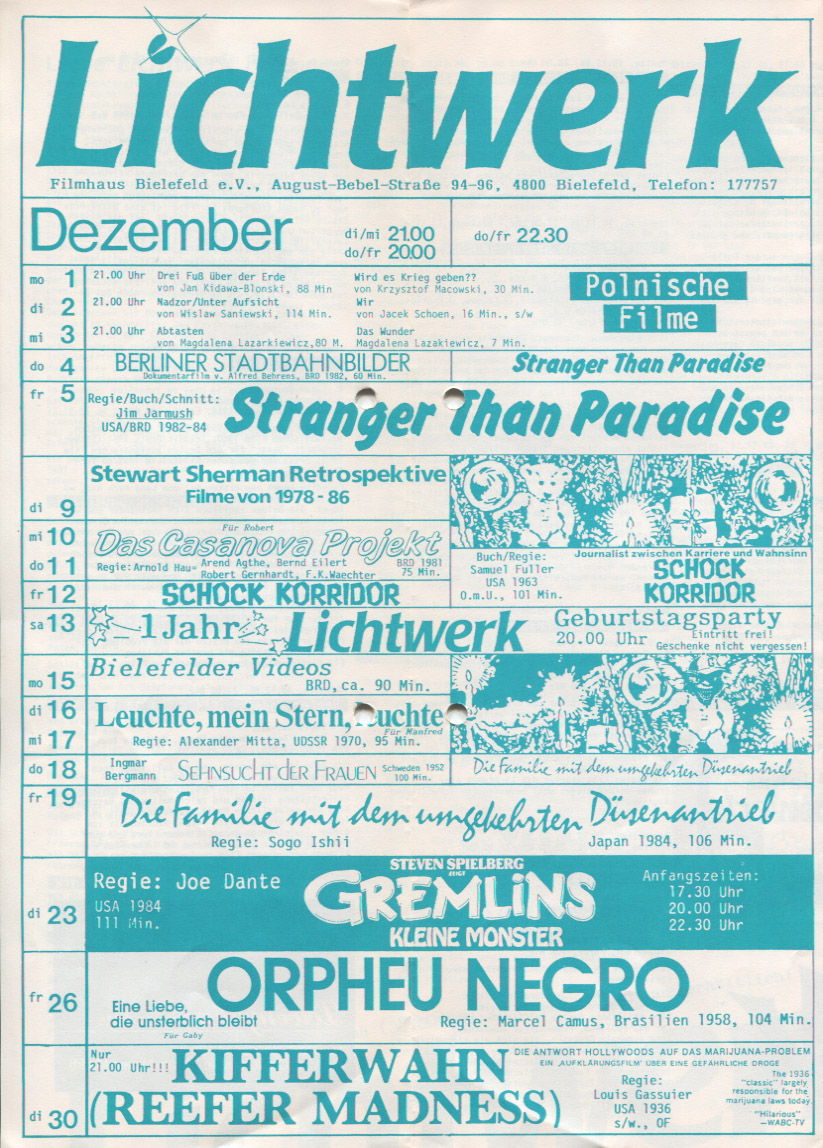
Lichtwerk-Programmflyer vom Dezember 1986

Im 1982 gegründeten Verein zur Förderung der Filmkultur in Ostwestfalen-Lippe, dem Filmhaus Bielefeld, spielte das Filmabspiel von Anfang an eine große Rolle. An verschiedenen Orten zeigte der Verein Produktionen aus der Region und machte damit auf seine Vereinsziele aufmerksam. Doch erst durch den Einzug des Vereins in die ehemalige Papierwarenfabrik „Julius Opitz“ ergab sich die Möglichkeit zur Einrichtung eines eigenen Kinosaals. Obwohl der Betrieb eines Kinos nicht explizit als Vereinsziel ausgewiesen war, setzte sich eine Gruppe von fünf Vereinsmitgliedern mit der Idee durch, ein ehrenamtlich organisiertes Programmkino zu etablieren. Antrieb hierfür war das Bestreben, das filmkulturelle Erbe und die Geschichte der Genres durch Filmreihen erlebbar zu machen, Dokumentarfilme stärker in den Fokus zu rücken und in Bielefeld nicht aufgeführte Filme zugänglich zu machen. Regisseure sollten mit Retrospektiven, begleitet von filmwissenschaftlichen Einführungen, vorgestellt werden. Neben dem Stummfilm sollte auch der aktuelle Experimental- und Kurzfilm seinen Platz im Lichtwerk haben. Wenn möglich wurden Filme im Original mit Untertiteln gespielt.
Den fünf Kinogründern Raimond Goebel, Jürgen Hillmer, Richard Lutterbeck, Udo Penner und Gunda Urban schwebte ein Kino der (eigenen) Leidenschaften vor, das durch die Investition eigenen Kapitals und viel ehrenamtlichen Enthusiasmus ermöglicht wurde. Eine Konkurrenz zur etablierten Kinolandschaft stellte das Lichtwerk nicht dar; eher bot es mit seinem ungewöhnlichen Programm eine unkommerzielle Ergänzung.
Das Lichtwerk erfüllte in der Anfangszeit die Rolle eines kommunalen Kinos, allerdings ohne die entsprechende kommunale Anerkennung und Förderung.

## Geschichte

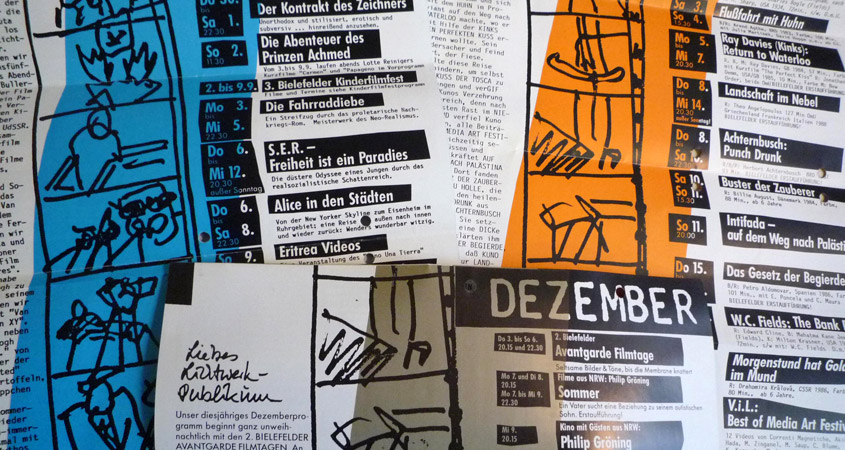
Lichtwerk Programmflyer 1992

In den ersten Jahren entwickelte sich das Lichtwerk rasch von einem ehrenamtlich betriebenen studentischen Projekt zu einem Programmkino mit vorwiegend aktuellen Filmen. Innerhalb der Vereinsökonomie war das Lichtwerk gehalten, keine Kosten zu verursachen und wirtschaftlich zu arbeiten. Gleichzeitig verabschiedeten sich die Kinogründer in ihre Berufe, und lediglich Jürgen Hillmer entschied sich, dem Kinobetrieb treu zu bleiben und die Struktur für ein auch wirtschaftlich erfolgreiches Filmabspiel weiterzuentwickeln. Hillmer etablierte eine ehrenamtliche Programmgruppe von Filmenthusiasten im Filmhaus, die das Monatsprogramm redaktionell zusammenstellte. Die Heterogenität der Redaktion garantierte Vielfalt, Originalität und Entdeckungen. Das Lichtwerk entwickelte sich vom reinen Repertoirekino zum Erstaufführungskino in den Bereichen asiatischer, afrikanischer und lateinamerikanischer Film, spielte neue US-Independents und europäischen Nachwuchsfilm. Die Filme wurden meist maximal eine Woche durchgängig gespielt, oft aber auch nur in wenigen Einzelvorstellungen.
Das Kino im Filmhaus verfügte über ein Foyer und einen Kinosaal mit 73 Plätzen. Parallel zum Bestreben des Vereins, das Lichtwerk als gefördertes, kommunales Kino betreiben zu können, wurden schon früh Überlegungen angestellt, das Lichtwerk an einem anderen Ort in größerem Umfang weiterzuführen. Neben einem Neubau wurde auch die Übernahme der Kinos „Movie“ und „Astoria“ (mit vier Sälen) geprüft und verworfen.
Erst nachdem das Konzept, die "Alte Tischlerei" der ehemaligen Ravensberger Spinnerei zum Naturkundemuseum umzubauen, gescheitert war, ergab sich die Möglichkeit, eine Umnutzung der Tischlerei zum Kino ins Gespräch zu bringen. Federführend verhandelte Jürgen Hillmer mit Politik und Verwaltung der Stadt Bielefeld das Projekt Lichtwerk im Ravensberger Park. Mit einer Landesförderung und dem Einstieg der Sparkassenstiftung in den Pachtvertrag konnte das Filmhaus Bielefeld ein tragfähiges Kostenkonzept erstellen, das durch Förderungen der Film- und Medienstiftung  NRW und der Filmförderungsanstalt ergänzt wurde. Im Januar 2006 eröffnete die nach Plänen des Architekten Norbert Engelage sanierte und strukturierte Tischlerei als Lichtwerk – Kino im Ravensberger Park seine Tore. Der Betrieb wurde als eigenständige GmbH mit dem Verein Filmhaus Bielefeld als einem der drei Gesellschafter aufgenommen; Jürgen Hillmer fungierte als geschäftsführender Gesellschafter. Seit 2023 liegt die Geschäftsführung in den Händen von Matthias Goßmann, Ursula Hofmann und Jens Köhring.
Das neue Lichtwerk verfügt über drei Säle und ein großzügiges Foyer. Dem modernen Arthouse-Kino entsprechend sind die Säle mit steil ansteigenden Sitzreihen vor großzügig bemessenen Leinwänden ausgestattet. Das neue Lichtwerk bietet in technischer Hinsicht Multiplex-Standard. Mit seinen neuen Möglichkeiten wurde das Lichtwerk rasch auch für die Filmverleiher zum attraktiven Partner und entwickelte sich zum Erstaufführungskino mit Schwerpunkten in den Bereichen Filmkunst und Independent.
Ab 1994 wird das Lichtwerk-Programm für sein Jahresfilmprogramm von Bund und Land (Film- und Medienstiftung NRW) ausgezeichnet.

## Programme und Projekte
Programmgruppe
Bis zum Umzug des Kinos in den Ravensberger Park im Jahre 2006 gab es eine Redaktionsgruppe für das Lichtwerkprogramm, zu denen zwischen 1985 und 2006 neben Jürgen Hillmer u. a. Christina Essenberger und Christina Guminski zählten.
Retrospektiven
Die Anfänge des Lichtwerks waren gekennzeichnet durch filmwissenschaftlich begleitete Reihen zu Regisseuren und Genres. Regisseure wie Hitchcock, Cocteau, Buñuel, Godard, Fassbinder, Jean Renoir und Achternbusch wurden ebenso vorgestellt wie der Western oder die Filme der Schwarzen Serie.
Länderprogramm
In Kooperation mit dem städtischen Kulturamt wurden aktuelle Filme einzelner europäischer Länder vorgestellt. So gab es Reihen mit Filmen u. a. aus Polen, den Niederlanden, Griechenland, Italien, Großbritannien, Estland und 1988 eine erste Begegnung mit den Werken der Finnen Aki und Mika Kaurismäki. In Kooperation mit der Deutsch-Japanischen Gesellschaft werden seit 1997 japanische Filme gespielt.
Symposien

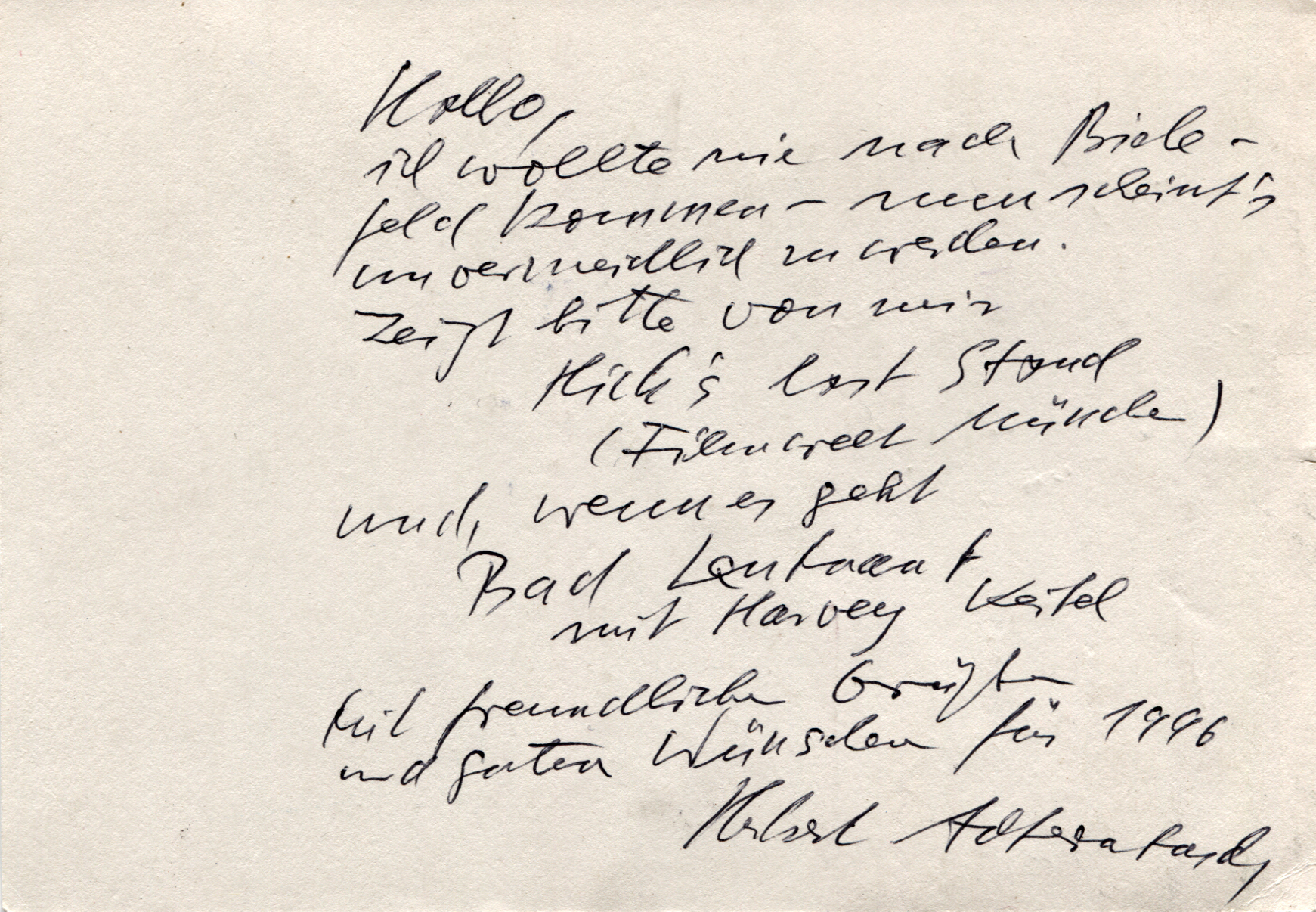
Postkarte von Herbert Achternbusch zur Retrospektive 1996

Anlässlich der Verleihung des F.W. Murnau Filmpreises (Wim Wenders 1991, Henri Alekan, 1993, Werner Herzog, 2001) fanden im Lichtwerk Filmgespräche und Retrospektiven mit Regisseuren, Filmwissenschaftlern und Filmkritikern statt. So diskutierten 1991 Norbert Grob, Frieda Grafe, Karsten Witte, Klaus Kreimeier, Claudia von Alemann und Jan Berg mit Wim Wenders über den Autorenfilm.
Stummfilme
Bereits zur Eröffnung setzten die Lichtwerker ein programmatisches Zeichen, indem Buster Keatons „Sherlock Jr.“ aufgeführt wurde; tatsächlich stumm und ohne Begleitmusik. Erst mit der Anschaffung eines Klaviers spielten die Stummfilme mit Musikbegleitung. Livemusiker waren u. a. Joachim Bärenz, Trioglyzerin, Adrian Johnson Trio. Der Leiter des Münchner Filmmuseums, Enno Patalas, stellte 1991 seine restaurierte Fassung des „Panzerkreuzer Potemkin“ vor. Seit 2016 ist das Lichtwerk Aufführungsort des jährlichen Stummfilmfestivals der F.W. Murnaugesellschaft.
Kinderkino
Schon bald nach der Eröffnung startete im Lichtwerk das Kinderkino mit Filmen am Wochenende. Ab 1988 ging das jährliche Kinderfilmfest mit medienpädagogischem Begleitprogramm an den Start. Organisiert und kuratiert wurden die ersten Feste von Petra Wonsowitz, Martina Morre und Christiane Wollin.
Experimentalfilm
Schon in der Frühphase wurde das Lichtwerk zum Spielort für den außergewöhnlichen Film. Treibende Kraft war hierfür die Filmemachergruppe „Alte Kinder“. In der Folge war das Lichtwerk Schauplatz für die Avantgarde Filmtage, das Spezialfilm-Festival, das Found Footage Festival, Tagebuchfilme und die Alte Kinder-Retrospektive. Zu Gast waren Birgit Hein, die Gruppe Schmelzdahin, Michael Brynntrup u. a. Die Programme wurden wiederholt kuratiert und präsentiert von Christiane Heuwinkel und Matthias Müller.
Reihen
Mit den drei Sälen im Lichtwerk im Ravensberger Park entwickelten sich weitere Programmideen mit neuen Kooperationspartnern. Reihen wie „Lichtwerk literarisch“, „Lichtwerk kulinarisch“, „Lichtwerk psychologisch“, „Architektur und Film“, die „Sneak Preview“ und die Repertoire-Reihe „Long Time No See“ wurden etabliert. Bewährte Konzepte wie „Kino mit Gästen“, „Kirche und Kino“, „Schwule Filmtage“ und „Stummfilm und Musik“ wurden fortgesetzt.
Kino mit Gästen

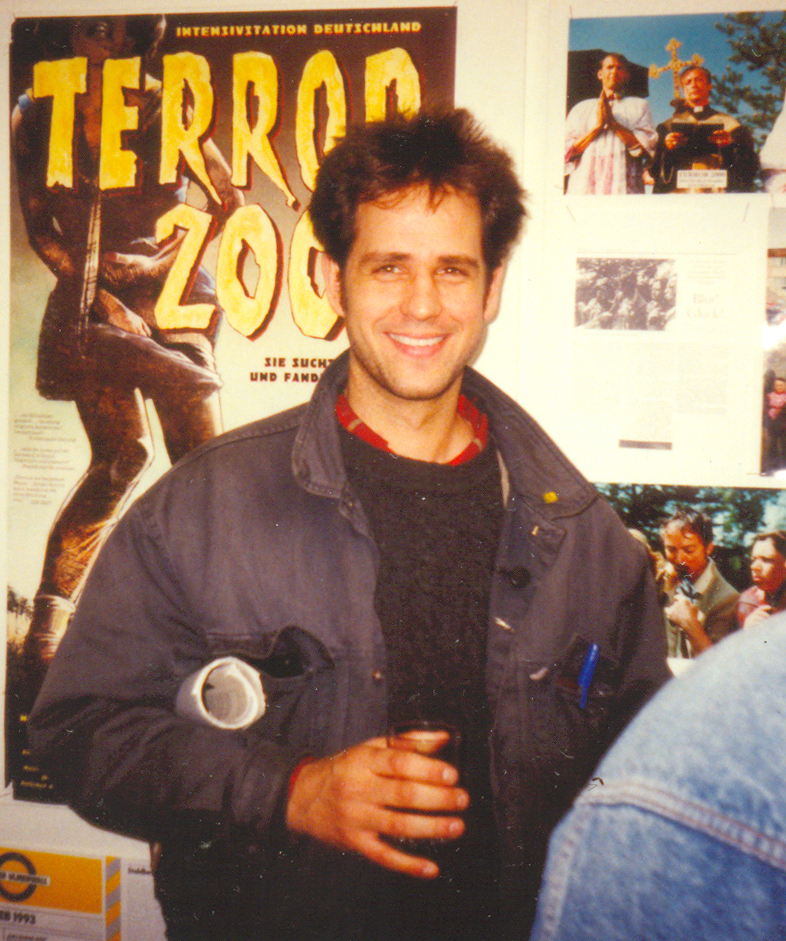
Christoph Schlingensief zu Terror 2000 im Jahr 1993

Zum Konzept des Lichtwerks gehörte von Anfang an, zu den Filmen Gäste einzuladen. Zumeist waren dies Regisseure oder auch Schauspieler. Viele dieser Einladungen konnten über Förderungen durch das „Kuratorium junger deutscher Film“ oder die „Film- und Medienstiftung NRW“ realisiert werden. Im Gästebuch des Lichtwerks haben sich u. a. Wim Wenders, Christoph Schlingensief, Aylin Tezel, Fatih Akin, Wolfgang Becker, Heinrich Breloer, Margarethe von Trotta, Tom Tykwer, Wolfgang Kohlhaase und Aki Kaurismäki eingetragen.
Wiederholt waren zu bestimmten Themen auch Filmwissenschaftler und -kritiker zum Gespräch eingeladen: Georg Seeßlen, Karola Gramann, Kurt Scheel u. a. m.